# 1000 Millas de Sebring 2023
Las 1000 Millas de Sebring de 2023 (oficialmente FIA WEC 1000 Miles of Sebring) fue la primera ronda de la temporada 2023 del Campeonato Mundial de Resistencia de la FIA. Se celebró del 15 al 17 de marzo de 2023 en el Sebring International Raceway, autódromo ubicado en la ciudad de Sebring, Florida, Estados Unidos.
Las 1000 Millas de Sebring fue la primera carrera para muchos fabricantes nuevos y recurrentes de las carreras de resistencia: Porsche, Ferrari, Cadillac y Vanwall han ingresado autos en la categoría Hypercar para esta carrera. Se unieron a los fabricantes que regresaron como Toyota, Peugeot y Glickenhaus. Alpine se vio obligado a dejar la clase Hypercar y regresará en 2024.
Tanto Proton Competition como Jota Sport recibieron un Porsche 963 a finales de año. Desafortunadamente, estos autos no se entregaron a los equipos hasta al menos mediados de abril, pero en el caso de Proton probablemente hasta después de Le Mans.
Este es el primer año del Campeonato Mundial de Resistencia de la FIA sin la categoría LMGTE Pro, después de que se elimine en 2022, esto debido a que los fabricantes no expresaron suficiente interés en la clase.
El chasis número 7 de Toyota Gazoo Racing, comandado por Mike Conway, Kamui Kobayashi y José María López, fue el ganador en la clase Hypercar. En la clase LMP2, el chasis número 22 de United Autosports manejado por Filipe Albuquerque, Philip Hanson y Frederick Lubin fue el ganador, y finalmente el automóvil número 33 de Corvette Racing manejado por Nicky Catsburg, Ben Keating y Nicolás Varrone fue el vencedor en la clase LMGTE Am.

## Programa
| Fecha       | Horario (local: CEST) | Evento                   |
| ----------- | --------------------- | ------------------------ |
| 15 de marzo | 10:55                 | Libres 1                 |
| 15 de marzo | 16:35                 | Libres 2                 |
| 16 de marzo | 11:55                 | Libres 3                 |
| 16 de marzo | 18:30                 | Clasificación - LMGTE Am |
| 16 de marzo | 18:55                 | Clasificación - LMP2     |
| 16 de marzo | 19:20                 | Clasificación - Hypercar |
| 17 de marzo | 12:00                 | Carrera                  |
| Fuente:     |                       |                          |

## Clasificación
Las pole positions de cada clase están marcadas en negrita.
| Pos.    | Categoría | N.º | Escudería                 | Tiempo   | Dif.    | Parrilla |
| ------- | --------- | --- | ------------------------- | -------- | ------- | -------- |
| 1       | Hypercar  | 50  | Ferrari - AF Corse        | 1:45.067 | —       | 1        |
| 2       | Hypercar  | 8   | Toyota Gazoo Racing       | 1:45.281 | +0.214  | 2        |
| 3       | Hypercar  | 7   | Toyota Gazoo Racing       | 1:45.548 | +0.481  | 3        |
| 4       | Hypercar  | 51  | Ferrari - AF Corse        | 1:45.874 | +0.807  | 4        |
| 5       | Hypercar  | 2   | Cadillac Racing           | 1:46.082 | +1.015  | 5        |
| 6       | Hypercar  | 6   | Porsche Penske Motorsport | 1:47.193 | +2.126  | 6        |
| 7       | Hypercar  | 5   | Porsche Penske Motorsport | 1:47.210 | +2.143  | 7        |
| 8       | Hypercar  | 94  | Peugeot TotalEnergies     | 1:47.455 | +2.388  | 8        |
| 9       | Hypercar  | 93  | Peugeot TotalEnergies     | 1:48.205 | +3.138  | 9        |
| 10      | Hypercar  | 708 | Glickenhaus Racing        | 1:49.164 | +4.097  | 10       |
| 11      | Hypercar  | 4   | Floyd Vanwall Racing Team | 1:49.329 | +4.262  | 11       |
| 12      | LMP2      | 23  | United Autosports         | 1:49.974 | +4.907  | 12       |
| 13      | LMP2      | 28  | Jota                      | 1:50.067 | +5.000  | 13       |
| 14      | LMP2      | 31  | Team WRT                  | 1:50.155 | +5.088  | 14       |
| 15      | LMP2      | 36  | Alpine Elf Team           | 1:50.174 | +5.107  | 15       |
| 16      | LMP2      | 48  | Hertz Team Jota           | 1:50.218 | +5.151  | 16       |
| 17      | LMP2      | 41  | Team WRT                  | 1:50.291 | +5.224  | 17       |
| 18      | LMP2      | 22  | United Autosports         | 1:50.408 | +5.341  | 18       |
| 19      | LMP2      | 9   | Prema Racing              | 1:50.417 | +5.350  | 19       |
| 20      | LMP2      | 10  | Vector Sport              | 1:50.710 | +5.643  | 20       |
| 21      | LMP2      | 63  | Prema Racing              | 1:50.726 | +5.659  | 21       |
| 22      | LMP2      | 34  | Inter Europol Competition | 1:50.889 | +5.822  | 22       |
| 23      | LMP2      | 35  | Alpine Elf Team           | 1:51.284 | +6.217  | 23       |
| 24      | LMGTE Am  | 85  | Iron Dames                | 1:58.949 | +13.882 | 24       |
| 25      | LMGTE Am  | 33  | Corvette Racing           | 1:59.345 | +14.278 | 25       |
| 26      | LMGTE Am  | 25  | ORT by TF                 | 1:59.657 | +14.590 | 26       |
| 27      | LMGTE Am  | 83  | Richard Mille AF Corse    | 1:59.733 | +14.666 | 27       |
| 28      | LMGTE Am  | 21  | AF Corse                  | 1:59.992 | +14.925 | 28       |
| 29      | LMGTE Am  | 56  | Project 1 - AO            | 2:00.588 | +15.521 | 29       |
| 30      | LMGTE Am  | 57  | Kessel Racing             | 2:00.591 | +15.524 | 30       |
| 31      | LMGTE Am  | 98  | Northwest AMR             | 2:00.807 | +15.740 | 31       |
| 32      | LMGTE Am  | 777 | D'Station Racing          | 2:00.941 | +15.874 | 32       |
| 33      | LMGTE Am  | 54  | AF Corse                  | 2:01.041 | +15.974 | 33       |
| 34      | LMGTE Am  | 77  | Dempsey-Proton Racing     | 2:01.054 | +15.987 | 34       |
| 35      | LMGTE Am  | 86  | GR Racing                 | 2:02.588 | +17.521 | 35       |
| 36      | LMGTE Am  | 60  | Iron Lynx                 | 2:02.820 | +17.753 | 36       |
| Fuente: |           |     |                           |          |         |          |

## Carrera
Los ganadores de cada clase se indican en negrita
| Pos     | Clase    | N.º | Equipo                    | Pilotos                                                     | Chasis                         | Neu. | Vueltas | Tiempo/Retirado |
| Pos     | Clase    | N.º | Equipo                    | Pilotos                                                     | Motor                          | Neu. | Vueltas | Tiempo/Retirado |
| ------- | -------- | --- | ------------------------- | ----------------------------------------------------------- | ------------------------------ | ---- | ------- | --------------- |
| 1       | Hypercar | 7   | Toyota Gazoo Racing       | Mike Conway Kamui Kobayashi José María López                | Toyota GR010 Hybrid            | M    | 239     | 8:00:19.877     |
| 1       | Hypercar | 7   | Toyota Gazoo Racing       | Mike Conway Kamui Kobayashi José María López                | Toyota H8909 3.5 L Turbo V6    | M    | 239     | 8:00:19.877     |
| 2       | Hypercar | 8   | Toyota Gazoo Racing       | Sébastien Buemi Brendon Hartley Ryō Hirakawa                | Toyota GR010 Hybrid            | M    | 239     | +2.168          |
| 2       | Hypercar | 8   | Toyota Gazoo Racing       | Sébastien Buemi Brendon Hartley Ryō Hirakawa                | Toyota H8909 3.5 L Turbo V6    | M    | 239     | +2.168          |
| 3       | Hypercar | 50  | Ferrari - AF Corse        | Antonio Fuoco Miguel Molina Nicklas Nielsen                 | Ferrari 499P                   | M    | 237     | +2 vueltas      |
| 3       | Hypercar | 50  | Ferrari - AF Corse        | Antonio Fuoco Miguel Molina Nicklas Nielsen                 | Ferrari 3.0 L Turbo V6         | M    | 237     | +2 vueltas      |
| 4       | Hypercar | 2   | Cadillac Racing           | Earl Bamber Alex Lynn Richard Westbrook                     | Cadillac V-Series.R            | M    | 237     | +2 vueltas      |
| 4       | Hypercar | 2   | Cadillac Racing           | Earl Bamber Alex Lynn Richard Westbrook                     | Cadillac LMC55R 5.5 L V8       | M    | 237     | +2 vueltas      |
| 5       | Hypercar | 5   | Porsche Penske Motorsport | Dane Cameron Michael Christensen Frédéric Makowiecki        | Porsche 963                    | M    | 235     | +4 vueltas      |
| 5       | Hypercar | 5   | Porsche Penske Motorsport | Dane Cameron Michael Christensen Frédéric Makowiecki        | Porsche 9RD 4.6 L Turbo V8     | M    | 235     | +4 vueltas      |
| 6       | Hypercar | 6   | Porsche Penske Motorsport | Kévin Estre André Lotterer Laurens Vanthoor                 | Porsche 963                    | M    | 235     | +4 vueltas      |
| 6       | Hypercar | 6   | Porsche Penske Motorsport | Kévin Estre André Lotterer Laurens Vanthoor                 | Porsche 9RD 4.6 L Turbo V8     | M    | 235     | +4 vueltas      |
| 7       | LMP2     | 48  | Hertz Team Jota           | David Beckmann Will Stevens Ye Yifei                        | Oreca 07                       | G    | 230     | +9 vueltas      |
| 7       | LMP2     | 48  | Hertz Team Jota           | David Beckmann Will Stevens Ye Yifei                        | Gibson GK428 V8                | G    | 230     | +9 vueltas      |
| 8       | LMP2     | 22  | United Autosports         | Filipe Albuquerque Philip Hanson Frederick Lubin            | Oreca 07                       | G    | 230     | +9 vueltas      |
| 8       | LMP2     | 22  | United Autosports         | Filipe Albuquerque Philip Hanson Frederick Lubin            | Gibson GK428 V8                | G    | 230     | +9 vueltas      |
| 9       | LMP2     | 63  | Prema Racing              | Mirko Bortolotti Daniil Kvyat Doriane Pin                   | Oreca 07                       | G    | 230     | +9 vueltas      |
| 9       | LMP2     | 63  | Prema Racing              | Mirko Bortolotti Daniil Kvyat Doriane Pin                   | Gibson GK428 V8                | G    | 230     | +9 vueltas      |
| 10      | LMP2     | 34  | Inter Europol Competition | Albert Costa Fabio Scherer Jakub Śmiechowski                | Oreca 07                       | G    | 230     | +9 vueltas      |
| 10      | LMP2     | 34  | Inter Europol Competition | Albert Costa Fabio Scherer Jakub Śmiechowski                | Gibson GK428 V8                | G    | 230     | +9 vueltas      |
| 11      | LMP2     | 41  | Team WRT                  | Rui Andrade Louis Delétraz Robert Kubica                    | Oreca 07                       | G    | 230     | +9 vueltas      |
| 11      | LMP2     | 41  | Team WRT                  | Rui Andrade Louis Delétraz Robert Kubica                    | Gibson GK428 V8                | G    | 230     | +9 vueltas      |
| 12      | LMP2     | 28  | Jota                      | Pietro Fittipaldi David Heinemeier Hansson Oliver Rasmussen | Oreca 07                       | G    | 230     | +9 vueltas      |
| 12      | LMP2     | 28  | Jota                      | Pietro Fittipaldi David Heinemeier Hansson Oliver Rasmussen | Gibson GK428 V8                | G    | 230     | +9 vueltas      |
| 13      | LMP2     | 31  | Team WRT                  | Robin Frijns Sean Gelael Ferdinand Habsburg                 | Oreca 07                       | G    | 230     | +9 vueltas      |
| 13      | LMP2     | 31  | Team WRT                  | Robin Frijns Sean Gelael Ferdinand Habsburg                 | Gibson GK428 V8                | G    | 230     | +9 vueltas      |
| 14      | LMP2     | 9   | Prema Racing              | Andrea Caldarelli Filip Ugran Bent Viscaal                  | Oreca 07                       | G    | 229     | +10 vueltas     |
| 14      | LMP2     | 9   | Prema Racing              | Andrea Caldarelli Filip Ugran Bent Viscaal                  | Gibson GK428 V8                | G    | 229     | +10 vueltas     |
| 15      | Hypercar | 51  | Ferrari - AF Corse        | James Calado Antonio Giovinazzi Alessandro Pier Guidi       | Ferrari 499P                   | M    | 228     | +11 vueltas     |
| 15      | Hypercar | 51  | Ferrari - AF Corse        | James Calado Antonio Giovinazzi Alessandro Pier Guidi       | Ferrari 3.0 L Turbo V6         | M    | 228     | +11 vueltas     |
| 16      | LMP2     | 36  | Alpine Elf Team           | Julien Canal Charles Milesi Matthieu Vaxivière              | Oreca 07                       | G    | 228     | +11 vueltas     |
| 16      | LMP2     | 36  | Alpine Elf Team           | Julien Canal Charles Milesi Matthieu Vaxivière              | Gibson GK428 V8                | G    | 228     | +11 vueltas     |
| 17      | LMGTE Am | 33  | Corvette Racing           | Nicky Catsburg Ben Keating Nicolás Varrone                  | Chevrolet Corvette C8.R        | M    | 221     | +18 vueltas     |
| 17      | LMGTE Am | 33  | Corvette Racing           | Nicky Catsburg Ben Keating Nicolás Varrone                  | Chevrolet 5.5 L V8             | M    | 221     | +18 vueltas     |
| 18      | LMGTE Am | 77  | Dempsey-Proton Racing     | Julien Andlauer Christian Ried Mikkel O. Pedersen           | Porsche 911 RSR-19             | M    | 219     | +20 vueltas     |
| 18      | LMGTE Am | 77  | Dempsey-Proton Racing     | Julien Andlauer Christian Ried Mikkel O. Pedersen           | Porsche 4.2 L Flat-6           | M    | 219     | +20 vueltas     |
| 19      | LMGTE Am | 57  | Kessel Racing             | Scott Huffaker Takeshi Kimura Daniel Serra                  | Ferrari 488 GTE Evo            | M    | 219     | +20 vueltas     |
| 19      | LMGTE Am | 57  | Kessel Racing             | Scott Huffaker Takeshi Kimura Daniel Serra                  | Ferrari F154CB 3.9 L Turbo V8  | M    | 219     | +20 vueltas     |
| 20      | LMGTE Am | 21  | AF Corse                  | Stefano Costantini Simon Mann Ulysse de Pauw                | Ferrari 488 GTE Evo            | M    | 219     | +20 vueltas     |
| 20      | LMGTE Am | 21  | AF Corse                  | Stefano Costantini Simon Mann Ulysse de Pauw                | Ferrari F154CB 3.9 L Turbo V8  | M    | 219     | +20 vueltas     |
| 21      | LMGTE Am | 54  | AF Corse                  | Francesco Castellacci Thomas Flohr Davide Rigon             | Ferrari 488 GTE Evo            | M    | 219     | +20 vueltas     |
| 21      | LMGTE Am | 54  | AF Corse                  | Francesco Castellacci Thomas Flohr Davide Rigon             | Ferrari F154CB 3.9 L Turbo V8  | M    | 219     | +20 vueltas     |
| 22      | LMGTE Am | 60  | Iron Lynx                 | Matteo Cressoni Alessio Picariello Claudio Schiavoni        | Porsche 911 RSR-19             | M    | 219     | +20 vueltas     |
| 22      | LMGTE Am | 60  | Iron Lynx                 | Matteo Cressoni Alessio Picariello Claudio Schiavoni        | Porsche 4.2 L Flat-6           | M    | 219     | +20 vueltas     |
| 23      | LMGTE Am | 86  | GR Racing                 | Ben Barker Riccardo Pera Michael Wainwright                 | Porsche 911 RSR-19             | M    | 218     | +21 vueltas     |
| 23      | LMGTE Am | 86  | GR Racing                 | Ben Barker Riccardo Pera Michael Wainwright                 | Porsche 4.2 L Flat-6           | M    | 218     | +21 vueltas     |
| 24      | LMGTE Am | 85  | Iron Dames                | Sarah Bovy Rahel Frey Michelle Gatting                      | Porsche 911 RSR-19             | M    | 218     | +21 vueltas     |
| 24      | LMGTE Am | 85  | Iron Dames                | Sarah Bovy Rahel Frey Michelle Gatting                      | Porsche 4.2 L Flat-6           | M    | 218     | +21 vueltas     |
| 25      | LMP2     | 10  | Vector Sport              | Gabriel Aubry Ryan Cullen Matthias Kaiser                   | Oreca 07                       | G    | 218     | +21 vueltas     |
| 25      | LMP2     | 10  | Vector Sport              | Gabriel Aubry Ryan Cullen Matthias Kaiser                   | Gibson GK428 V8                | G    | 218     | +21 vueltas     |
| 26      | LMGTE Am | 25  | ORT by TF                 | Ahmad Al Harthy Michael Dinan Charlie Eastwood              | Aston Martin Vantage AMR       | M    | 217     | +22 vueltas     |
| 26      | LMGTE Am | 25  | ORT by TF                 | Ahmad Al Harthy Michael Dinan Charlie Eastwood              | Aston Martin 4.0 L Turbo V8    | M    | 217     | +22 vueltas     |
| 27      | LMGTE Am | 777 | D'Station Racing          | Tomonobu Fujii Satoshi Hoshino Casper Stevenson             | Aston Martin Vantage AMR       | M    | 217     | +22 vueltas     |
| 27      | LMGTE Am | 777 | D'Station Racing          | Tomonobu Fujii Satoshi Hoshino Casper Stevenson             | Aston Martin 4.0 L Turbo V8    | M    | 217     | +22 vueltas     |
| 28      | LMGTE Am | 98  | Northwest AMR             | Paul Dalla Lana Axcil Jefferies Nicki Thiim                 | Aston Martin Vantage AMR       | M    | 216     | +23 vueltas     |
| 28      | LMGTE Am | 98  | Northwest AMR             | Paul Dalla Lana Axcil Jefferies Nicki Thiim                 | Aston Martin 4.0 L Turbo V8    | M    | 216     | +23 vueltas     |
| 29      | LMGTE Am | 56  | Project 1 - AO            | Matteo Cairoli P.J. Hyett Gunnar Jeannette                  | Porsche 911 RSR-19             | M    | 215     | +24 vueltas     |
| 29      | LMGTE Am | 56  | Project 1 - AO            | Matteo Cairoli P.J. Hyett Gunnar Jeannette                  | Porsche 4.2 L Flat-6           | M    | 215     | +24 vueltas     |
| 30      | Hypercar | 4   | Floyd Vanwall Racing Team | Tom Dillmann Esteban Guerrieri Jacques Villeneuve           | Vanwall Vandervell 680         | M    | 215     | +24 vueltas     |
| 30      | Hypercar | 4   | Floyd Vanwall Racing Team | Tom Dillmann Esteban Guerrieri Jacques Villeneuve           | Gibson GL458 4.5 L V8          | M    | 215     | +24 vueltas     |
| 31      | Hypercar | 93  | Peugeot TotalEnergies     | Mikkel Jensen Paul di Resta Jean-Éric Vergne                | Peugeot 9X8                    | M    | 213     | +26 vueltas     |
| 31      | Hypercar | 93  | Peugeot TotalEnergies     | Mikkel Jensen Paul di Resta Jean-Éric Vergne                | Peugeot 2.6 L Turbo V6         | M    | 213     | +26 vueltas     |
| NC      | Hypercar | 94  | Peugeot TotalEnergies     | Loïc Duval Gustavo Menezes Nico Müller                      | Peugeot 9X8                    | M    | 141     | No clasificado  |
| NC      | Hypercar | 94  | Peugeot TotalEnergies     | Loïc Duval Gustavo Menezes Nico Müller                      | Peugeot 2.6 L Turbo V6         | M    | 141     | No clasificado  |
| Ret     | LMP2     | 35  | Alpine Elf Team           | Olli Caldwell André Negrão Memo Rojas                       | Oreca 07                       | G    | 139     | Retirado        |
| Ret     | LMP2     | 35  | Alpine Elf Team           | Olli Caldwell André Negrão Memo Rojas                       | Gibson GK428 V8                | G    | 139     | Retirado        |
| Ret     | LMP2     | 23  | United Autosports         | Tom Blomqvist Oliver Jarvis Josh Pierson                    | Oreca 07                       | G    | 91      | Eléctricos      |
| Ret     | LMP2     | 23  | United Autosports         | Tom Blomqvist Oliver Jarvis Josh Pierson                    | Gibson GK428 V8                | G    | 91      | Eléctricos      |
| Ret     | Hypercar | 708 | Glickenhaus Racing        | Ryan Briscoe Romain Dumas Olivier Pla                       | Glickenhaus SCG 007 LMH        | M    | 62      | Eléctricos      |
| Ret     | Hypercar | 708 | Glickenhaus Racing        | Ryan Briscoe Romain Dumas Olivier Pla                       | Glickenhaus P21 3.5 L Turbo V8 | M    | 62      | Eléctricos      |
| Ret     | LMGTE Am | 83  | Richard Mille AF Corse    | Luis Pérez Companc Alessio Rovera Lilou Wadoux              | Ferrari 488 GTE Evo            | M    | 4       | Accidente       |
| Ret     | LMGTE Am | 83  | Richard Mille AF Corse    | Luis Pérez Companc Alessio Rovera Lilou Wadoux              | Ferrari F154CB 3.9 L Turbo V8  | M    | 4       | Accidente       |
| Fuente: |          |     |                           |                                                             |                                |      |         |                 |